# 메가맨: 풀리 차지드
《메가맨: 풀리 차지드》(Mega Man: Fully Charged)는 일본 개발사 캡콤의 비디오 게임 시리즈 《록맨》에 기반한 텔레비전 애니메이션이다. 미국과 캐나다의 애니메이션 회사 맨 오브 액션, 덴츠 엔터테인먼트 USA 및 와일드브레인이 제작했으며, 미국에선 카툰 네트워크, 캐나다에서 패밀리 차지드로 각각 방송됐다.
2018년 8월 3일 온라인으로 10개의 에피소드가 처음 공개됐으며 이후 2018년 8월 5일 미국의 카툰 네트워크 채널로 처음 지상파로 송출됐다.

## 개요
주인공은 남자아이 모습을 한 로봇 아키 라이트 (Aki Light)로, 그의 제작자 닥터 라이트와 인간 여동생 수나 라이트 (Suna Light)와 가족 관계이다. 그가 거주하고 있는 도시 실리콘 시티 (Silicon City)는 로봇과 인간이 공생하는 미래의 첨단도시이나 최근 들어 반란을 일으키는 로봇들로 곤혹을 치르고 있다. 아키는 '메가맨'으로 변신해 이 상황을 타개하고 시민들을 보호하는 것이 일상이다.
메가맨의 동료로서 그의 이마에 살고 있는 재치많은 미니 로봇 메가 미니 (Mega Mini)와 로봇 강아지 러시 (Rush), 그리고 여동생 수나 라이트가 있다. 그 외의 등장인물로 반로봇파를 이끄는 전직 군인 나이트 중사 (Sgt. Night)와 학교 친구 버트 와일리 (Bert Wily)가 있다.

## 제작 및 방송
2015년 6월 2일, 캡콤은 덴츠 엔터테인먼트 USA와 협력해 26화로 구성된 《록맨》애니메이션을 제작한다고 발표했다. 이는 1994년에 방송된 애니메이션 《메가맨》 이후 20년 만에 제작되는 클래식 록맨에 기반한 텔레비전 애니메이션이었다.
2017년 4월 3일, 덴츠와 DHX는 애니메이션 방송이 2018년으로 연기되고 송출 채널이 미국에선 카툰 네트워크 채널, 캐나다에선 패밀리 차지드로 결정됐다고 발표했다. 그리고 애니메이션 컴퓨터 생성 이미지를 활용한 3D CGI로 제작될 것이며 애니메이션 총괄 제작은 DHX 스튜디오스 밴쿠퍼가 담당하는 것으로 밝혀졌다. 그 다음 달, 미국의 완구 회사 잭스 퍼시픽이 이 애니메이션을 바탕으로 한 장난감 제작을 하는 계약을 맺었다.